# Indígenes australians
Els indígenes australians són persones descendents dels grups que vivien a Austràlia abans de la invasió i colonització britànica. Inclou els aborígens australians i els illencs de l'estret de Torres d'Austràlia. Se sol preferir usar el terme aborígens i pobles illencs de l'estret de Torres o el grup cultural específic de cada persona, tot i que també s'estan popularitzant els termes primeres nacions d'Austràlia, primers pobles d'Austràlia i primers australians.
És matèria de debat entre els investigadors quan van arribar els primers humans al continent australià i a les illes properes. Les primeres restes humanes que s'han trobat a Austràlia són les del llac Mungo, que s'han datat de 50000 anys BP. Algunes evidències arqueològiques recents de l'anàlisi de carbó i alguns artefactes usats manifestament per humans suggereixen que la data dels primers humans va ser el 65000 BP. La datació per luminescència suggereix que la Terra d'Arnhem va estar habitada ara fa 60.000 anys. Algunes restes de focs al sud-oest de l'estat de Victòria suggereixen que hi hagué "presència humana a Austràlia ara fa 120.000 anys", tot i que hi cal més recerca. La recerca genètica ha inferit que la data de poblament va ser fa 80.000 anys. Altres estimacions eleven la data a fa 100.000 anys i 125.000 anys.
La població dels aborígens australians en el moment del poblament europeu és controvertit i ha estat estimat entre 318.000 i 1.000.000, amb una distribució similar a la de la població d'Austràlia en l'actualitat: la majoria de la gent ocupa el territori del sud-est amb el riu Murray al centre. Hi va haver un col·lapse en la població principalment per malalties derivades de la invasió dels europeus, inicialment per una epidèmia de verola que es va estendre tres anys després de l'ocupació dels europeus. Les massacres i conflictes fronterers causats pels invasors europeus també van contribuir al despoblament dels indígenes. Aquesta violència ha estat considerada un genocidi. El famós escriptor Mark Twain va posar com a exemple d'enginy i intel·ligència dels aborígens australians el weet-weet (o cangur-rata). El capítol però, no és una simple descripció d'una joguina exòtica. És un resum contundent i crític de les accions genocides de l'home blanc contra els indígenes.
Malgrat que hi ha certs trets comuns entre els diferents pobles aborígens, també hi ha una gran diversitat entre les diferents comunitats i les societats d'Austràlia, cadascuna de les quals amb la seva barreja de cultures, de tradicions i d'idiomes. En l'actual Austràlia, aquests grups estan dividits en comunitats locals. En el moment de la invasió europea, es parlaven unes 250 llengües australianes; s'estima actualment que de 120 a 145 d'aquestes llengües segueixen sent utilitzades, però només 13 d'aquestes no són considerades en perill de desaparèixer. La majoria dels aborígens parlen anglès avui en dia, afegint paraules i expressions aborígens en l'anglès aborigen australià (que també té una influència tangible de les llengües indígenes pel que fa a la fonètica i a la sintaxi).
El cens australià inclou el recompte dels pobles aborígens, incloent-hi preguntes relacionades amb l'autoidentificació individual com a aborigen, illenc de l'estret de Torres o d'ambdós orígens. A data de juny de 2016, el recompte és de 798.365 (o del 3,3% de la població d'Austràlia). Des del 1995, la bandera aborigen australiana i la bandera dels illencs de l'estret de Torres han estat entre les banderes oficials d'Austràlia.

Bandera aborigen australiana.
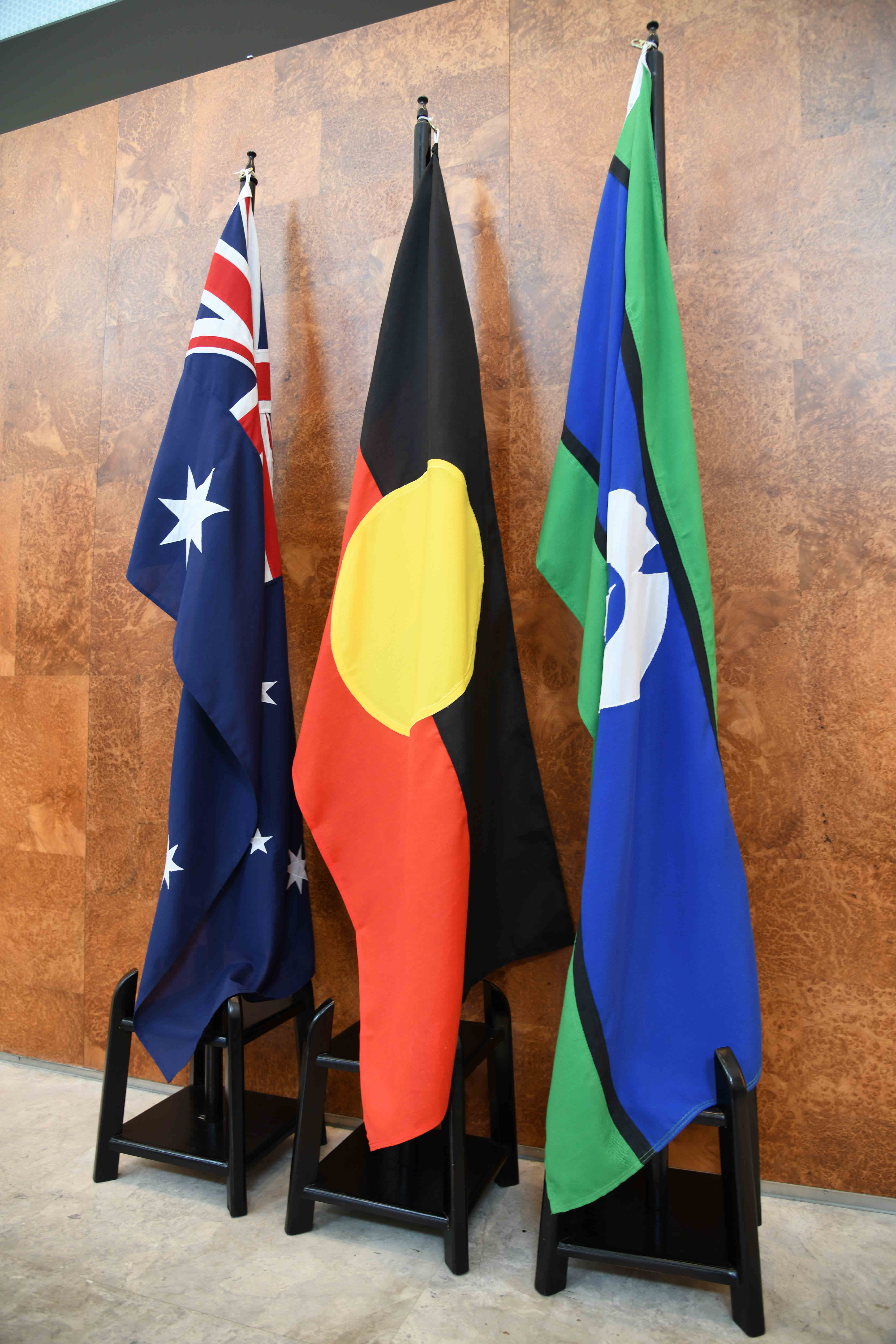
Bandera dels illencs de l'estret de Torres a la dreta.

## Els diversos pobles aborígens

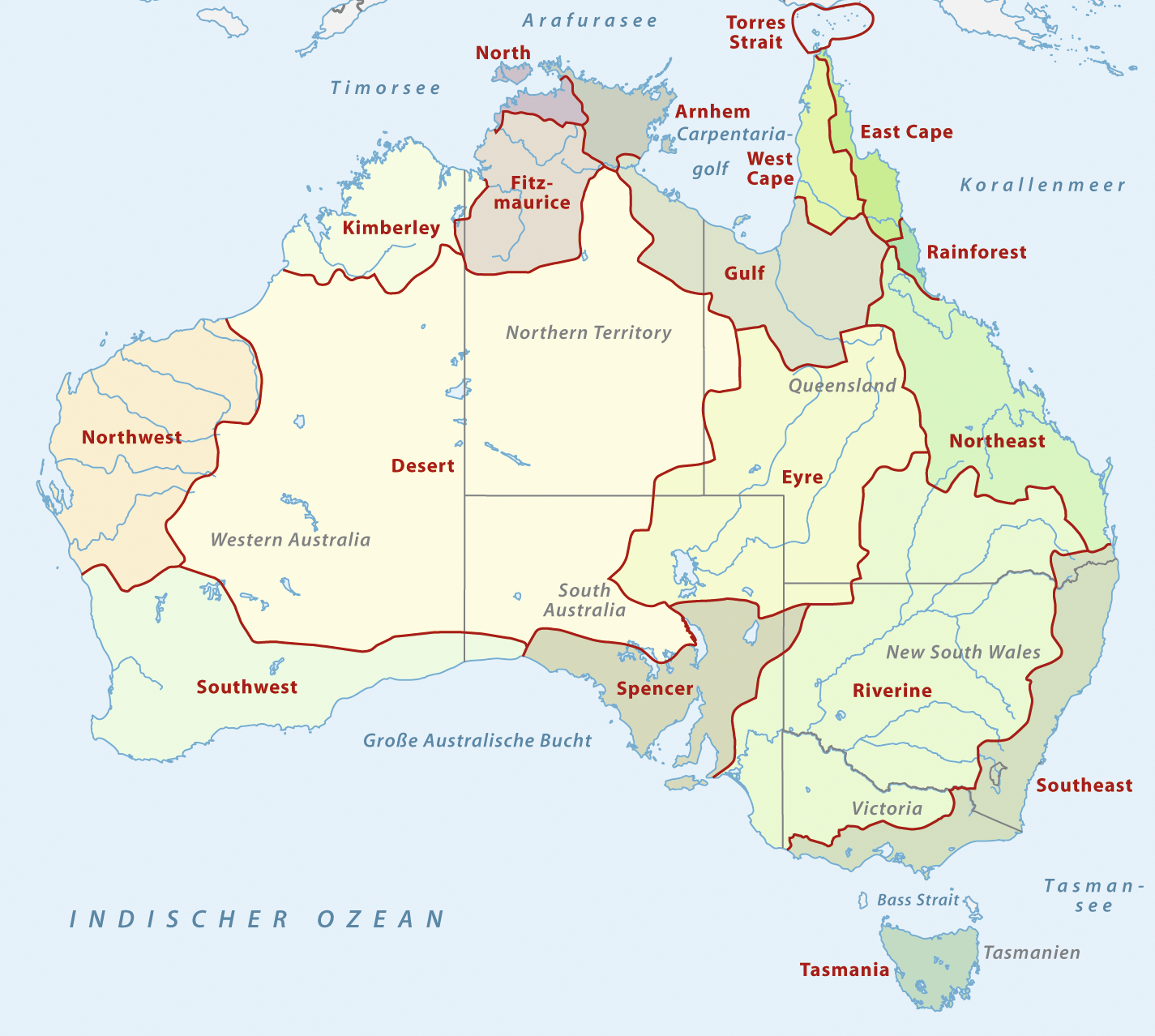
Mapa de les zones culturals aborígens australianes abans de l'arribada dels blancs

Hi ha més de 400 pobles aborígens australians, cadascun amb trets culturals diferenciats i una localització geogràfica pròpia. Se'ls identifica pel nom de la seva llengua indígena o per la paraula amb la qual ells s'autodenominen. Entre els principals tenim:
- Koori (o Koorie) a Nova Gal·les del Sud i Victòria[25]
- Murri a Queensland[26]
- Noongar al sud de l'Austràlia occidental[27]
- Yamatji a l'Austràlia occidental central[28]
- Wangkai als Camps Daurats de l'Austràlia occidental
- Nung al sud de l'Austràlia meridional
- Anangu a la part nord de l'Austràlia meridional i en les parts veïnes de l'Austràlia occidental i del Territori del Nord[29]
- Arrente a la serralada Macdonnell[30]
- Yapa al territori del nord-oest central[31]
- Yolngu a l'est a la Terra d'Arnhem (NT)[32]
- Palawah (o Pallawah) a Tasmània[33]

Aquests grups poden ser al seu torn dividits en subgrups. Per exemple, els Anangu (que significa 'persona de la regió del desert de l'Austràlia central') inclou les subdivisions locals Yankunytjatjara, Pitjantjatjara, Ngaanyatjara, Luritja i Antikirinya.